# Зотино (Красноярский край)
Зотино — село в Туруханском районе Красноярского края. Административный центр Зотинского сельсовета.

## Географическое положение
Село находится примерно в 525 км к югу от центра района — села Туруханск, на левом берегу Енисея.

## Климат
Климат резко континентальный. Зима продолжительная. Средняя температура января −30˚С, −36˚С. Лето умеренно тёплое. Средняя температура июля от +13˚С до +18˚С. Продолжительность безморозного периода 73 — 76 суток. Осадки преимущественно летние, количество их колеблется от 400—600 мм.

## История
Село основано в 1818 году. В 1926 году на станке Зотино существовала кооперативно-трудовая артель «Кустарь», работающая на основе устава сельхозсоюза, в 1964 году был создан колхоз «Свободный Север».
Первые сведения численности населения станка представлены по документам Туруханской землеводоустроительной экспедиции за 1936 год: численность хозяйств — 38 ед., численность населения — 223 чел., единоличников — 11 хозяйств, с численностью — 42 чел.

## Экономика
Из учреждений обслуживания в селе имеются: клуб, библиотека-филиал № 5, две школы, один детский сад, врачебная амбулатория, 6 магазинов. Предприятий нет. В 20 километрах от села находится научная обсерватория «Станция высотной мачты ZOTTO»

## Население
| 1960 | 2010 | 2012 | 2013 | 2014 | 2015 | 2016 |
| ---- | ---- | ---- | ---- | ---- | ---- | ---- |
| 224  | ↗544 | ↘534 | ↘514 | ↘498 | ↘482 | ↘462 |
| 2017 | 2020 | 2021 |      |      |      |      |
| ↘447 | ↘417 | ↘371 |      |      |      |      |